# Batalha de Contreras
A Batalha de Contreras, também conhecida como a Batalha de Padierna, ocorreu de 19 a 20 de agosto de 1847 durante o último encontro da Guerra Mexicano-Americana. No dia seguinte o conflito continuou com a Batalha de Churubusco.

## Contexto
O exército dos E.U.A. se deslocava para o norte sob o comando do Major-General Winfield Scott quando encontrou em seu caminho um forte bloqueio (perto do atual aeroporto da Cidade do México). Scott se estabeleceu em "pobre Peña", no sudoeste da Cidade do México, e na colina de  Zacatepec, enviou uma força em todo o Oeste de "Pedregal", um lava campo, para a cidade de San Jerónimo no flanco de Valência posição do México no "Rancho Padierna ", em Contreras. O Comandante e presidente mexicano Antonio López de Santa Anna expedido no "Exército do Norte" deixou de cerca de 5 mil soldados sob o comando de Gabriel Valencia no flanco em direção aos americanos. A Batalha de Contreras ou Padierna começou em 19 de agosto de 1847, e culminou na madrugada de 20 de Agosto, nos arredores da Cidade do México, em Padierna, entre os bairros de San Ángel, Contreras e Tlalpan (atualmente na área entre San Jerónimo, Heróis do bairro de Padierna, Anzaldo Dam, na periferia, área que hoje é chamada de "Placid Jardins", na Cidade do México). Crenças populares geralmente consideram esta como uma das menores batalhas, mas que os soldados mexicanos lutaram absurdamente pela liderança mexicana.Mesmo com as traições e querelas dividindo a liderança, não há qualquer dúvida quanto à coragem dos combatentes no campo, e foi uma batalha que, se tivesse sido melhor planejada pela liderança do lado mexicano, poderia ter alterado significativamente os últimos dias da guerra.

## Batalha
Os americanos foram atacados e encaminhados a Valencia no Norte em Contreras. Durante os combates Franklin Pierce foi gravemente ferido quando o seu cavalo caiu sobre ele. Os batalhões mexicanos fizeram parte dos restos da Divisão do Norte (sob o comando do general Gabriel Valencia), a cavalaria de Guanajuato, as forças do general Frontera (Morto em Combate), a guerrilha de Reina (a partir da aldeia de Contreras),e o reforço da General Perez de Santa Anna do exército.

## Resultado
Com a derrota em Valência, a principal posição mexicana em San Antonio baixou novamente para Churubusco. Após as forças americanas tomarem San Antonio, eles começaram a se fundir com as forças de Contreras para mais um ataque a Churubusco.
Elogiado por Scott no final da batalha era o capitão Robert E. Lee, que tinha montado várias vezes por territórios traiçoeiros permitindo Scott para coordenar suas forças que foram separados pelo terreno áspero. Lee recebeu um brevê para o posto de tenente-coronel.